# Jan Antonín Koželuh

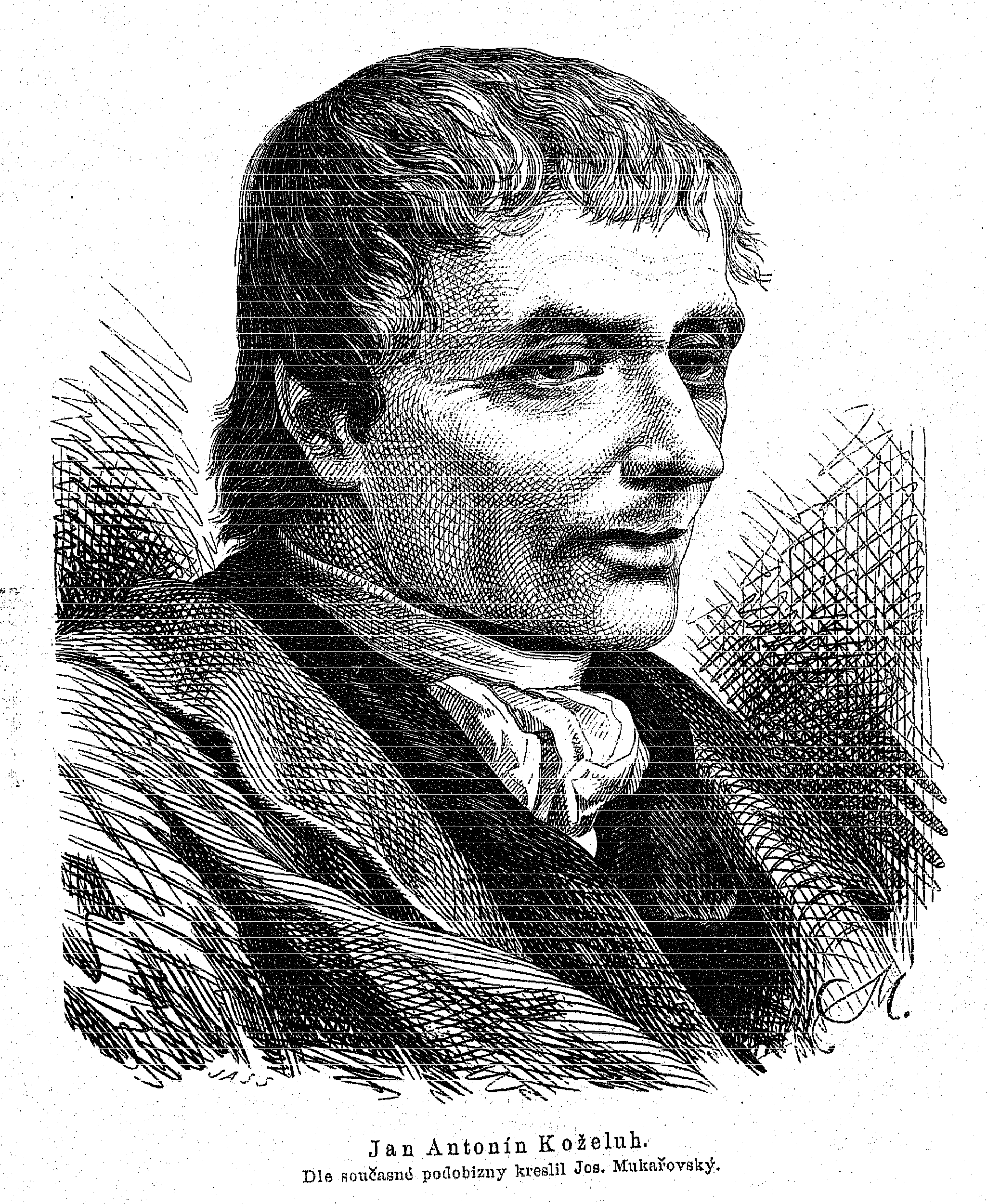
Jan Antonín Koželuh

Jan Evangelista Antonín Tomáš Koželuh (Johann Evangelista Anton Thomas Ko(t)zeluch; getauft 14. Dezember 1738 in Welwarn; † 3. Februar 1814 in Prag) war ein böhmischer Komponist.
Koželuh studierte am Jesuitenkolleg von Brenitz und bei Josef Seger in Prag. Er vervollkommnete seine Ausbildung in Wien bei Christoph Willibald Gluck und Florian Leopold Gassmann, nach Gassmanns Tod vermutlich auch bei Antonio Salieri. Danach wurde er in Prag Kapellmeister an der Kreuzherrenkirche und ab 1784 an St. Veit. Zeit seines Lebens stand er im Schatten seines Cousins Leopold Antonín Koželuh, den er zeitweise sogar unterrichtet hatte und mit dem er heute noch vielfach – selbst in Fachwerken und diversen Werkverzeichnissen – verwechselt wird.
Koželuh komponierte unter anderem ca. 45 Messen, fünf Requiems, die Oratorien La morte d’Abel (1776) und Gioas re di Giuda (1777), die Opern Alessandro nell’Indie (1769) und Demofoonte (1771), vier Sinfonien, ein Oboenkonzert, ein Klarinettenkonzert (auch Leopold Koželuh zugeschrieben) und zwei Fagottkonzerte.